# ХК Њефтехимик
ХК Њефтехимик (рус. Хоккейный клуб «Нефтехимик») руски је хокејашки клуб из града Нижњекамска који се тренутно такмичи у Континенталној хокејашкој лиги (чији део је од сезоне 2008/09).
Клуб је основан 1986. године. Утакмице на домаћем терену екипа игра на леду СКК Њефтехимик, капацитета 5.500 седећих места.

## Историјат
Почеци хокеја на леду у Нижњекамску датирају од 23. октобра 1968. када је у оквиру Нижњекамског нафтног комбината основана хокејашка екипа Њефтехимик за чијег првог тренера је именован Борис Павлов (уједно и играч клуба). Одмах по оснивању клуб је дебитовао у локалној татарској републичкој лиги (сезона 1968/69) у којој се такмичио и у наредни годинама.
У сезони 1984/85. клуб је по први пут учествовао у предквалификацијама за совјетску серију А. Турнир је одржан у Архангелску, а хокејаши Њефтехимика заузели су 4. место од 6 екипа и нису успели да изборе елитно такмичење. Ни треће место на квалификационом турниру следеће године им није донело очекивани пласман. Историјски пласман у елитну лигу обезбедили су тек 1989. године.
На темељима хокејашког клуба, 1991. основано је спортско друштво Њефтехимик.
У сезони 1990/91. клуб се такмичио у источној зони друге совјетске лиге. Екипа је у сезони 1995/96. дебитовала у међународној хокејашкој лиги (МХЛ)где је заузела претпоследње место (од 24 екипе). Пошто је то била последња сезона МХЛ пре њеног укидања, хокејаши Њефтехимика такмичење настављају у елитној руској лиги, где су у сезони 2000/01. заузели треће место у лигашком делу такмичења, односно укупно 6. место након плејофа. То је уједно и највећи успех у историји хокејашког клуба Њефтехимик.
Од сезоне 2008/09. клуб се такмичи у Континенталној хокејашкој лиги. Највећи успех у овом такмичењу им је 6. место у лигашком делу у сезони 2009/10.
Неки од најпознатијих играча који су наступали за овај клуб су: Алексеј Каљужни (званично најбољи играч Белорусије у 2010), Олег Антоњенко, Михаил Грабовски, Сергеј Звјагин и Наиљ Јакупов.

## Статистка у КХЛ лиги
| Сезона  | УТ | Поб | ППр. | ППе. | ИПе. | ИПр. | Изг | Бод | Гол разлика | Плас. | Плејоф                                        |
| ------- | -- | --- | ---- | ---- | ---- | ---- | --- | --- | ----------- | ----- | --------------------------------------------- |
| 2008/09 | 56 | 22  | 2    | 1    | 5    | 2    | 24  | 79  | 146-140     | 14    | Прво коло: 1:3 Локомотива                     |
| 2009/10 | 56 | 27  | 3    | 1    | 4    | 0    | 21  | 93  | 176-166     | 9     | Друго коло: 3:0 Авангард; 2:4 Салават Јулајев |
| 2010/11 | 54 | 22  | 1    | 2    | 1    | 2    | 26  | 75  | 159-162     | 15    | Прво коло: 3:4 Авангард                       |
| 2011/12 | 54 | 20  | 2    | 3    | 3    | 1    | 25  | 74  | 142-165     | 17    | Нису се пласирали                             |
| 2012/13 | 52 | 17  | 5    | 5    | 4    | 2    | 19  | 77  | 144-150     | 14    | Прво коло: 0:4 Ак Барс                        |

УТ - одиграно утакмица; Поб - број победа; ППр - победа након продужетка; ППе - победа након пенала; ИПе - пораз након пенала; ИПр - пораз након продужетка; Изг - пораз; Бод - освојених бодова у лигашком делу; Плас. - позиција након лигашког дела.